# Воробйова Людмила Вікторівна
Людмила Вікторівна Воробйова — українська вчена у галузі гідробіології, фахівець з мейобентосу, професор, доктор біологічних наук, лауреат державної премії України в галузі науки і техніки (2013), завідувачка відділу екології крайових угруповань Інституту морської біології НАН України.
Освіта: 1962, Одеський державний університет ім. І.І. Мечникова, за спеціальністю Біологія.